# Emanuel Oppliger
Emanuel Oppliger (* 23. Juni 1975 in Coffs Harbour, New South Wales) ist ein ehemaliger schweizerisch-australischer Profi-Snowboarder.
Oppliger wurde als Sohn eines Missionarehepaares in Australien geboren und lebte danach mehr als 15 Jahre in Papua-Neuguinea. 1991 zog er in die Schweiz in den Kanton Bern, wo er heute noch mit seiner Ehefrau in Frutigen wohnt.
Oppliger konnte sich im Dezember 2005 durch sein Karriere-Bestresultat (6. Platz beim Weltcuprennen im kanadischen Whistler Mountain) für die Olympischen Winterspiele 2006 in Turin qualifizieren. Dort schied er im Achtelfinale des Parallel-Riesenslaloms gegen seinen Schweizer Landsmann Philipp Schoch, den späteren Olympiasieger, aus.